# Goush Etzion

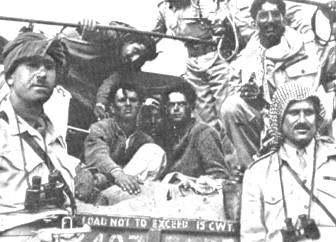
Prisonniers juifs en Jordanie après la chute du Goush Etzion en mai 1948.

Goush Etzion (en hébreu : גּוּשׁ עֶצְיוֹן) est un groupe de colonies israéliennes illégales selon le droit international, situé en Cisjordanie, territoire palestinien occupé, au sud de Jérusalem et de Bethléem, dans les monts de Judée.  
Goush Etzion est devenu également  le nom d'un conseil régional. 

## Histoire
Le groupe de colonies comprend quatre villages agricoles juifs qui ont été fondés entre 1940 et 1947 avec les biens achetés dans les années 1920 et 1930, puis pris et détruits par la Légion arabe le 13 mai 1948, la veille de la création de l'Etat d'Israël, lors de la guerre israélo-arabe de 1948-1949. La zone a été laissée en dehors de la ligne verte. Les colonies ont été reconstruites après la guerre des Six Jours et de nouvelles communautés se sont installées autour du Goush Etzion,,.
En 2011, Goush Etzion est composé de vingt-deux colonies avec une population de 70 000 habitants.
| Nom              | Fondation | Population (recensement de 2008) | Type                   |
| ---------------- | --------- | -------------------------------- | ---------------------- |
| Alon Shvut       | 1970      | 3 400                            | Localité communautaire |
| Bat Ayin (en)    | 1989      | 900                              | Localité communautaire |
| Beitar Illit     | 1985      | 38 800                           | Localité indépendante  |
| Efrat            | 1983      | 8 300                            | Localité indépendante  |
| Elazar           | 1975      | 1 706                            | Localité communautaire |
| Karmei Tzur (en) | 1984      | 700                              | Localité communautaire |
| Kedar            | 1984      | 960                              | Localité communautaire |
| Kfar Eldad (en)  | 1994      | 120                              | Localité communautaire |
| Kfar Etzion      | 1967      | 820                              | Kibboutz               |
| Gva'ot           | 1984      | 75                               | Localité communautaire |
| Har Gilo (en)    | 1968      | 570                              | Localité communautaire |
| Ibei HaNahal     | 1999      | 50                               | Avant-poste            |
| Ma'ale Amos (en) | 1982      | 270                              | Localité communautaire |
| Ma'ale Rehav'am  | 2001      | 40                               | Avant-poste            |
| Metzad (en)      | 1984      | 380                              | Localité communautaire |
| Migdal Oz (en)   | 1977      | 440                              | Kibboutz               |
| Neve Daniel (en) | 1982      | 1 883                            | Localité communautaire |
| Nokdim (en)      | 1982      | 1 300                            | Localité communautaire |
| Pnei Kedem       | 2000      | 100                              | Avant-poste            |
| Rosh Tzurim (en) | 1969      | 560                              | Kibboutz               |
| Sde Boaz         | 2002      | 90                               | Avant-poste            |
| Tekoa            | 1975      | 1 600                            | Localité communautaire |

## Conseil régional
Le conseil régional de Goush Etzion est administrativement rattaché au district de Judée et Samarie. Ce conseil régional occupe une superficie 30 fois plus étendue que le bloc historique de Goush Etzion, qui comprenait 4 kibboutz. Des zones sans lien avec le premier Goush Etzion sont aujourd'hui appelées de son nom. 

## Situation juridique
Les colonies israéliennes sont considérées comme illégales en vertu du droit international, mais le gouvernement israélien conteste. 